# 罗德兰县

所在位置

罗德兰县（乌尔都语: ضلع لودھران），巴基斯坦旁遮普省的一个县，位于该省中部。罗德兰县南临象泉河，北临木尔坦县、卡内瓦尔县、维哈里县。总面积1,790 km2 (691.1 sq mi)，总人口1,464,750(2009)。行政中心位于罗德兰市。

## 行政区划
罗德兰县辖有3个乡。